# والکوت (آیووا)
والکوت (به انگلیسی: Walcott) شهری در ایالت آیووا کشور ایالات متحده آمریکا است که جمعیت آن در سرشماری سال ۲۰۱۰ میلادی، ۱٬۶۲۹ نفر بوده‌است.